# 奧羅什哈佐區

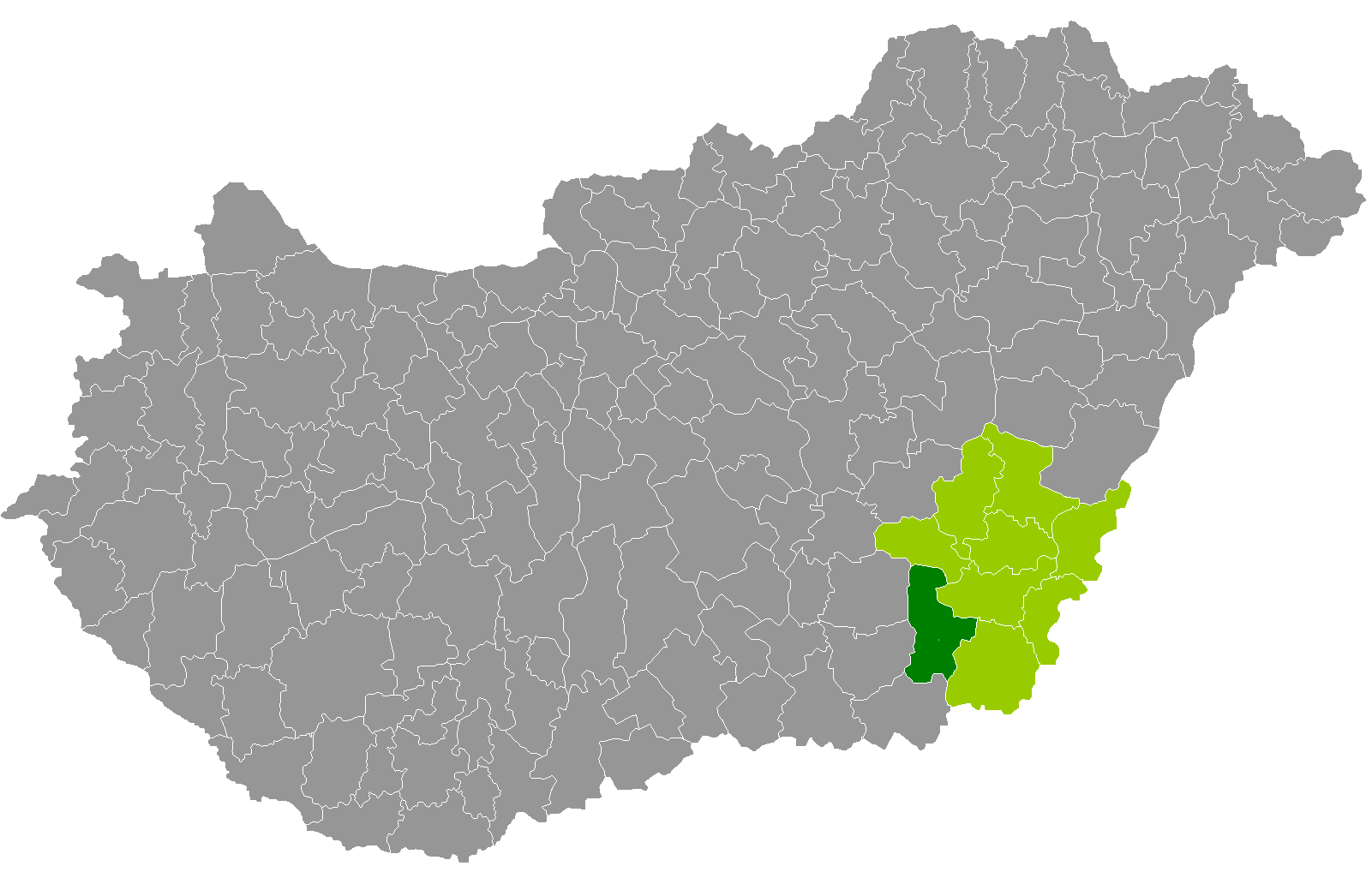

奧羅什哈佐區（匈牙利語：Orosházi járás），是匈牙利貝凱什州的一個區，位於該國東南部，区府設於奥罗什哈佐，面積717平方公里，2011年人口51,482，人口密度每平方公里72人。

## 市镇
奧羅什哈佐區包含两个城镇、两个大村和4个村庄。